# Лемос Симмондс, Карлос
Карлос Аполинар Лемос Симмондс (исп. Carlos Apolinar Lemos Simmonds; 23 октября 1933, Попаян, Колумбия — 30 июля 2003, Богота, Колумбия) — колумбийский государственный деятель, министр иностранных дел Колумбии (1981—1982).

## Биография
Родился в семье известного учёного и дипломата Хосе Антонио Гусмана Лемоса. Окончил юридический факультет Университета Колумбии в Боготе.
Свою карьеру начал в качестве муниципального судьи в Пиндамо (департамент Каука). Затем он переехал в Боготу, в начале 1970-х гг. был избран в городской совет, в состав которого переизбирался ещё на два срока.
- 1981—1982 гг. — министр иностранных дел, затем — министр связи, министр правительства (1989—1990) и министр юстиции Колумбии, представитель Колумбии в Организации американских государств (ОАГ),
- 1995—1996 гг. — посол в Австрии,
- 1995—1997 гг. — посол в Великобритании,
- 1997—1998 гг. — вице-президент Колумбии. В течение нескольких дней во время болезни президента Эрнесто Сампера исполнял обязанности президента.

В 1991 г. входил в состав Учредительного собрания, подготовившего текст новой Конституции страны.